# Christian Winiger
Christian Winiger (* 25. Januar 1945 in Zürich; † 27. Juli 2025) war ein Schweizer Fussballspieler.

## Karriere

### Vereine
Winiger, aus dem im Zürcher Stadtkreis Wiedikon ansässigen Sportverein Wiedikon hervorgegangen, spielte von 1964 bis 1974 für fünf Vereine in der Nationalliga A, der seinerzeit höchsten Spielklasse im Schweizer Fussball.
Zunächst spielte er für den FC Zürich und kam in seiner ersten Saison in 7, in der Folgesaison in 23 Punktspielen zum Einsatz und erzielte zwei, danach neun Tore; im Wettbewerb um den Schweizer Cup jeweils einmal, in dem er jeweils einmal traf.
Danach gehörte er eine Saison lang dem Ligakonkurrenten FC Winterthur an, für den er acht Tore in 22 Punktspielen bestritt. Mit dem Abstieg seiner Mannschaft am Saisonende 1966/67 kehrte er zum FC Zürich zurück.
In den folgenden drei Saisons spielte er 72 Mal in der Meisterschaft und erzielte 23 Tore. International bestritt er zehn Spiele im Wettbewerb um den Messestädte-Cup, 1967/68 alle Hin- und Rückrundenspiele von der 1. Runde bis zum Viertelfinal, wobei der FC Barcelona in der ersten Begegnung bereits im Hinspiel mit 3:1, durch zwei Tore von ihm, «ausgeschaltet» werden konnte, wie durch sein Tor zum 1:0 im Rückspiel gegen Nottingham Forest. Sein viertes Tor gelang ihm im heimischen Letzigrund beim 3:0-Sieg über Sporting Lissabon mit dem 1:0-Führungstor. 1969/70 kam er in den beiden Erstrundenspielen gegen den FC Kilmarnock zum Einsatz.
Mit der errungenen Meisterschaft 1968, die er zwei Jahre zuvor bereits gewonnen hatte, nahm er erstmals mit seiner Mannschaft auch am Wettbewerb um den Meistercup teil. Nach zwei Spielen gegen den Akademisk Boldklub Gladsaxe aus Dänemark, gegen den er im Hinspiel mit einem Tor beigetragen hatte, war für ihn und seine Mannschaft nach der 1. Runde der Wettbewerb beendet.
In der Saison 1970/71 war er 16 Mal für den BSC Young Boys in der Meisterschaft aktiv, davon die ersten 13 Spieltage, wobei er am 22. August 1970 (2. Spieltag) beim 3:1-Sieg im Auswärtsspiel gegen den FC Fribourg mit dem Treffer zur 1:0-Führung in der 34. Minute sein einziges Tor erzielte.
Von 1971 bis 1973 kam er in 54 Punktspielen für den Grasshopper Club Zürich zum Einsatz, in denen er 18 Tore erzielte. Des Weiteren bestritt er jeweils zwei Spiele im Wettbewerb um den Schweizer Ligacup und den Intertoto-Cup, fünf Spiele im Wettbewerb um den UEFA-Cup und drei um den Cup der Cupsieger.
Ab dem 11. November 1973 (9. Spieltag) spielte er – im Laufe der Saison 1973/74 erst gewechselt – für den FC St. Gallen. Sein letztes von 16 Punktspielen bestritt er am 18. Mai 1974 (24. Spieltag) bei der 1:3-Niederlage im Heimspiel gegen Servette Genf.

### Nationalmannschaft
Winiger bestritt sein einziges Länderspiel für die A-Nationalmannschaft am 22. September 1968 im Stadion Wankdorf beim 1:0-Sieg über die Nationalmannschaft Österreichs.

## Erfolge
- Schweizer Meister 1966, 1968
- Schweizer Cupsieger 1966, 1970